# Читач екрана
Читач екрана је облик помоћне технологије који је веома важан слепим особама и користан особама са оштећењем вида, неписменима или лицима са инвалидитетом у учењу. То су софтверске апликације које невизуелним средствима, попут преношења текста у говор, употребе звучних икона или брајевог уређаја преносе корисницима оно што људи с нормалним видом виде на екрану. Апликације то раде применом широког спектра техника, као што су комуницирање с наменским API-јем приступачности, коришћење различитих функција оперативног система (међупроцесна комуникација и испитивање својстава корисничког интерфејса) и коришћење техника укопчавања (енгл. hooking).
Оперативни системи Microsoft Windows имају читач екрана под називом Microsoft Narrator који се први пут појавио у Windows-у 2000. У системима macOS, iOS и tvOS компаније Apple постоји уграђени читач VoiceOver, а Google-ов Android пружа Talkback од 2009. На сличан начин Amazon-ови уређаји који се темеље на Android-у пружају VoiceView. И мобилни уређаји система BlackBerry 10 (као што је BlackBerry Z30) садрже уграђени читач екрана. Постоји и бесплатан читач за старије уређаје BlackBerry-ја (BBOS7 и старији).
Постоје и читачи екрана отвореног кода. То су: Speakup и Orca код Linux-а и система налик на Unix, као и NonVisual Desktop Access код Windows-а.
Најкоришћенији читачи екрана често су засебни комерцијални производи. Истакнути примери су: JAWS компаније Freedom Scientific, NonVisual Desktop Access (NVDA) комапније NV Access, Window-Eyes компаније GW Micro, Dolphin-ова Supernova, Serotek-ов System Access и AiSquared-ов ZoomText Magnifier/Reader.